# Krakowska Jesień Jazzowa

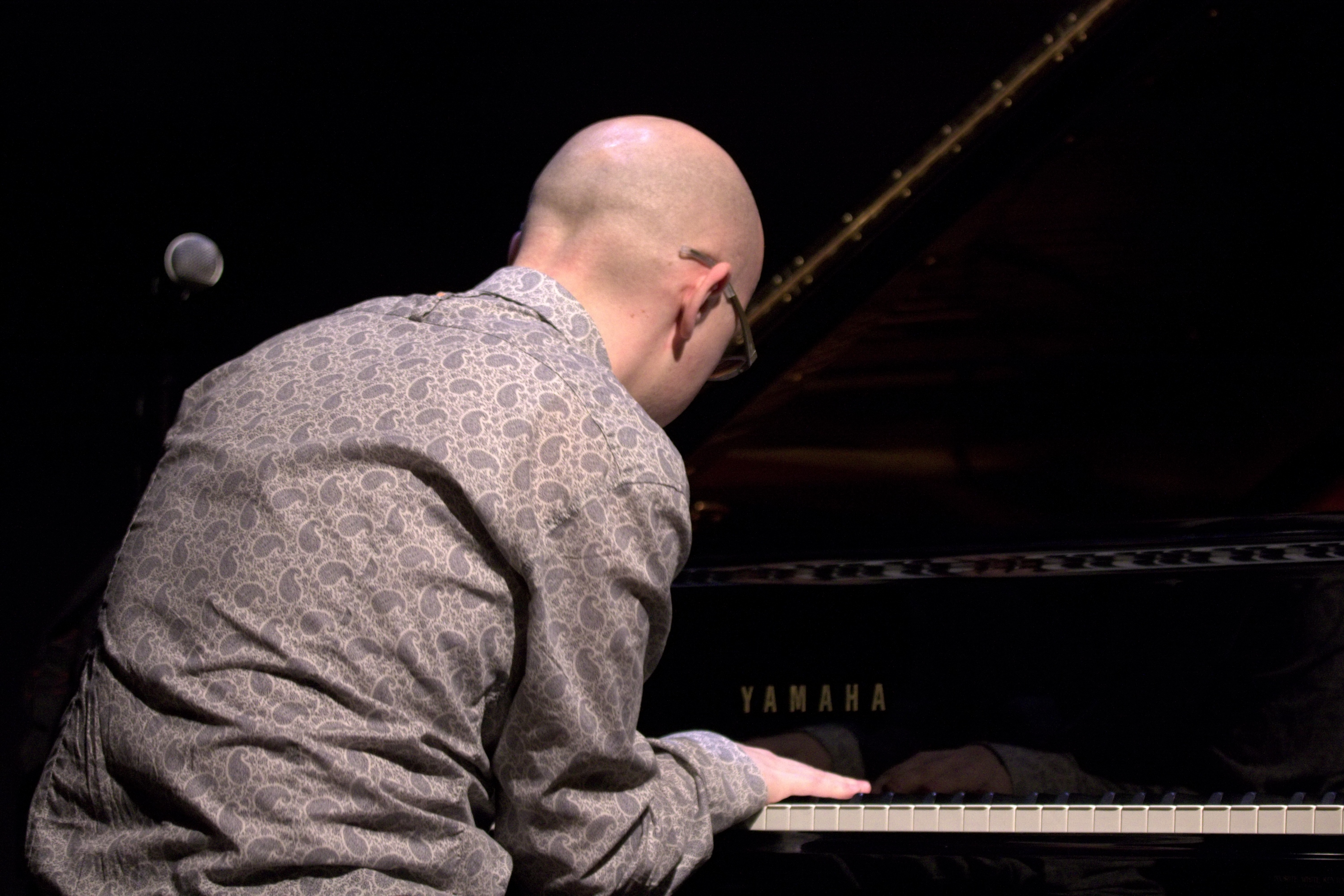
IV Krakowska Jesień Jazzowa (2009)

Krakowska Jesień Jazzowa – festiwal jazzowy o charakterze międzynarodowym, organizowany od 2006 roku na krakowskim Kazimierzu, w klubie Alchemia. Ma na celu prezentowanie fenomenów współczesnej muzyki improwizowanej. Kolejne edycje organizowane są corocznie od września do grudnia. Dyrektorem artystycznym cyklu jest Marek Winiarski, który równocześnie jest właścicielem niezależnej oficyny wydawniczej Not Two Records.

## Historia
W roku 2005 w Alchemii, z inicjatywy Marka Winiarskiego, zorganizowano wydarzenie muzyczne, które zapoczątkowało coroczne spotkania muzyków z całego świata w klubie. Była to pierwsza okazja zapoznania się z twórczością amerykańskiej formacji jazzowej The Vandermark Five w Polsce, pod nazwą "Jesień z Not Two Records." Bezprecedensowa forma pięciu koncertów zespołu, występującego dzień po dniu, prezentując niekiedy premierowy materiał muzyczny, zainspirowała właścicieli Alchemii, Aleksandra Wityńskiego oraz Jacka Żakowskiego, do przekształcenia pojedynczej imprezy w stały punkt jesiennego programu. 
Rok później miejsce to stało się więc siedzibą pierwszego festiwalu Krakowskiej Jesieni Jazzowej. Prócz wspomnianego wcześniej składu Kena Vandermarka, pojawili się tacy muzycy jak Mats Gustafsson, Peter Brötzmann, Sonny Simmons, Satoko Fujii czy Joe McPhee. Zagrało, między innymi, Sonore, The Cosmosamatics, Free Music Ensemble, Atomic, The Thing oraz Mark Tokar Trio. Wydarzeniu przyświecało hasło "Jazz z najwyższej półki". Przypisywanie podobnych haseł programowych stało się tradycją. Każda kolejna edycja sprowadzała do Krakowa bardziej i mniej znane polskiemu odbiorcy postacie światowej sceny free jazzowej. Sytuacja taka stanowi podstawową ideę organizacji tego wydarzenia. Celem jest prezentacja niszowego rodzaju muzyki, a ambicją dobór artystów w taki sposób, by publiczność miała okazję posłuchać tych, którzy tworzą dzisiaj historię gatunku, jak też odkryć dla siebie nowych muzyków działających na tym polu. Krakowska Jesień Jazzowa to jedyny festiwal jazzowy w Polsce skoncentrowany wyłącznie na współczesnej scenie muzyki improwizowanej.